# Regione di North Slave
La regione di North Slave è una delle cinque regioni amministrative dei Territori del Nord-Ovest in Canada. La regione comprende sette comunità, con Behchoko e Yellowknife come capoluoghi.

## Comunità
- Behchoko (Tlicho Community Government of Behchoko) (Rae-Edzo)
- Dettah (Yellowknives Dene First Nation - Dettah)
- Gameti (Tlicho Community Government of Gameti) (Rae Lakes)
- N'Dilo (Yellowknives Dene First Nation - N'dilo)
- Wekweeti (Tlicho Community Government of Wekweti)
- Whatì (Tlicho Community Government of Whatì)
- Yellowknife (city)